# Richairo Živković
Richairo Živković, né le 5 septembre 1996 à Assen (Pays-Bas), est un footballeur international curacien qui évolue au poste d'attaquant à Bangkok United.

## Biographie

### FC Groningue
Živković rejoint le FC Groningue à l'âge de onze ans, et signe un contrat professionnel avec le club fin 2012. Il joue son premier match avec l'équipe première du club le 2 décembre 2012 contre l'équipe d'Heracles Almelo (victoire 2 à 0 du club de Groningue). Lorsque Živković joue ce match, il n'a que seize ans, ce qui fait de lui le plus jeune joueur de toute l'histoire du club à jouer un match professionnel.
Il marque son premier but le 3 août 2013, et son talent ne passe pas inaperçu. Des clubs de grand renom comme le FC Barcelone ou le Real Madrid le convoitent.

### Ajax Amsterdam
Finalement, c'est l'Ajax Amsterdam qui recrute Richairo Živković le 1er juillet 2014 pour un montant de presque 2M d'€ et en échange le transfert de Danny Hoesen de l'Ajax vers Groningue.
Il joue son premier match avec l'Ajax le 5 juin 2014, lors d'un match amical contre le Wacker Innsbruck, et marque un but. Il commence par jouer avec l'équipe réserve de l'Ajax, qui évolue en Eerste Divisie (D2) mais possède tout de même un statut professionnel.
Il fait ses débuts en KNVB Cup contre le SV Urk, en remplaçant le polonais Arkadiusz Milik à la mi-temps. Živković marque dans ce match le dernier but de son équipe, avec à la clé une victoire 4 buts à 0 de l'Ajax. Il devient ainsi le 50e joueur de toute l'histoire de l'Ajax à marquer dès son premier match dans une compétition officielle.

Živković joue son premier match de Ligue des champions le 10 décembre 2014 contre l'APOEL Nicosie.

### KV Ostende
Živković arrive au KV Ostende lors de la saison 2017-2018, saison durant laquelle il participe à 34 matchs toutes compétitions confondues et marque 11 buts

### Sheffield United (prêt)
Le 31 janvier 2020, Živković est prêté pour six mois au club anglais de Premier League, Sheffield United, jusqu'à la fin de la saison 2019-2020. Le contrat inclut une option d'achat.

### FC Emmen
Le 25 juillet 2022, Živković s'engage pour une saison avec le FC Emmen, avec une option pour une seconde saison.

### Lion City Sailors
Le 11 juillet 2023, Živković rejoint le club singapourien des Lion City Sailors, évoluant en Singapore Premier League, pour un contrat d’un an. Il choisit le numéro 34 en hommage à son ancien coéquipier à l'Ajax, Abdelhak Nouri, victime d'une arythmie cardiaque en 2017 et toujours en convalescence.
Le 16 juillet 2023, il inscrit son premier but pour le club lors d’un match contre Albirex Niigata (S). Le 25 septembre 2023, il réalise son premier triplé sous les couleurs du club, ajoutant également deux passes décisives, dans une large victoire 7–0 contre Balestier Khalsa en Coupe de Singapour 2023.
Le 4 octobre 2023, il marque son premier but en Ligue des champions de l'AFC lors d’une victoire 2–1 sur le terrain du club hongkongais Kitchee. Le 8 novembre 2023, Živković inscrit un doublé face au club sud-coréen Jeonbuk Hyundai Motors, contribuant à une nouvelle victoire historique. Le 9 décembre 2023, il transforme un penalty lors d’un succès 3–1 contre Hougang United, remportant ainsi la Coupe de Singapour 2023 avec son équipe. Il quitte le club le 30 mai 2024.

### Bangkok United
Le 9 juillet 2024, Živković rejoint le club de Thai League 1, Bangkok United.

## Carrière internationale
Par ses origines parentales, Živković est éligible pour représenter la Serbie, le Monténégro, Curaçao ou les Pays-Bas.
Après avoir inscrit son premier but en Eredivisie en août 2013, il est convoqué pour la première fois avec l’équipe des Pays-Bas U19 le 22 août 2013. Il représente également les sélections néerlandaises U20 et U21.
En mars 2023, il reçoit sa première convocation avec l’équipe nationale de Curaçao pour les matchs de la Ligue A de la Ligue des nations de la CONCACAF, faisant ses débuts contre le Canada. Le 29 mars 2023, il dispute son deuxième match lors d’un amical face à l’Argentine au Estadio Único Madre de Ciudades.

## Vie personnelle
Živković porte le nom de famille de sa mère, Mira, originaire de Serbie ; son père, qui a quitté la famille lorsqu’il était jeune, était originaire de Curaçao. Outre le néerlandais, il parle également le serbe.

## Statistiques
| Saison                | Club                    | Championnat           | Championnat | Championnat | Championnat | Coupe nationale | Coupe nationale | Coupe nationale | Coupe de la Ligue | Coupe de la Ligue | Coupe de la Ligue | Supercoupe | Supercoupe | Supercoupe | Compétition(s) continentale(s) | Compétition(s) continentale(s) | Compétition(s) continentale(s) | Compétition(s) continentale(s) | Total | Total | Total |
| Saison                | Club                    | Division              | M.          | B.          | P.d.        | M.              | B.              | P.d.            | M.                | B.                | P.d.              | M.         | B.         | P.d.       | Comp.                          | M.                             | B.                             | P.d.                           | M.    | B.    | P.d.  |
| 2012-2013             | FC Groningue            | Eredivisie            | 4           | 0           | 0           | 1               | 0               | 0               | -                 | -                 | -                 | -          | -          | -          | -                              | -                              | -                              | -                              | 5     | 0     | 0     |
| 2013-2014             | FC Groningue            | Eredivisie            | 33          | 11          | 0           | 2               | 0               | 0               | -                 | -                 | -                 | -          | -          | -          | -                              | -                              | -                              | -                              | 35    | 11    | 0     |
| Sous-total            | Sous-total              | Sous-total            | 37          | 11          | 0           | 3               | 0               | 0               | -                 | -                 | -                 | -          | -          | -          | -                              | -                              | -                              | -                              | 40    | 11    | 0     |
| 2014-2015             | Ajax Amsterdam          | Eredivisie            | 7           | 1           | 1           | 2               | 1               | 0               | -                 | -                 | -                 | -          | -          | -          | C1+C3                          | 1+1                            | 0+0                            | 0+0                            | 11    | 2     | 1     |
| Sous-total            | Sous-total              | Sous-total            | 7           | 1           | 1           | 2               | 1               | 0               | -                 | -                 | -                 | -          | -          | -          | -                              | 2                              | 0                              | 0                              | 11    | 2     | 1     |
| 2015-2016             | Willem II (prêt)        | Eredivisie            | 16          | 2           | 1           | 2               | 2               | 0               | -                 | -                 | -                 | -          | -          | -          | -                              | -                              | -                              | -                              | 18    | 4     | 1     |
| 2016-2017             | FC Utrecht (prêt)       | Eredivisie            | 34          | 9           | 3           | 4               | 3               | 0               | -                 | -                 | -                 | -          | -          | -          | -                              | -                              | -                              | -                              | 38    | 12    | 3     |
| Sous-total            | Sous-total              | Sous-total            | 50          | 11          | 4           | 6               | 5               | 0               | -                 | -                 | -                 | -          | -          | -          | -                              | -                              | -                              | -                              | 56    | 16    | 4     |
| 2017-2018             | KV Ostende              | Jupiler Pro League    | 29          | 9           | 2           | 2               | 2               | 0               | -                 | -                 | -                 | -          | -          | -          | C3                             | 2                              | 0                              | 1                              | 33    | 11    | 3     |
| 2018-2019             | KV Ostende              | Jupiler Pro League    | 21          | 3           | 2           | 4               | 2               | 0               | -                 | -                 | -                 | -          | -          | -          | -                              | -                              | -                              | -                              | 25    | 5     | 2     |
| Sous-total            | Sous-total              | Sous-total            | 50          | 12          | 4           | 6               | 4               | 0               | -                 | -                 | -                 | -          | -          | -          | -                              | 2                              | 0                              | 1                              | 58    | 16    | 5     |
| 2019                  | Changchun Yatai         | Chinese Super League  | 25          | 15          | 3           | -               | -               | -               | -                 | -                 | -                 | -          | -          | -          | -                              | -                              | -                              | -                              | 25    | 15    | 3     |
| Sous-total            | Sous-total              | Sous-total            | 25          | 15          | 3           | -               | -               | -               | -                 | -                 | -                 | -          | -          | -          | -                              | -                              | -                              | -                              | 25    | 15    | 3     |
| 2019-2020             | Sheffield United (prêt) | Premier League        | 5           | 0           | 0           | -               | -               | -               | -                 | -                 | -                 | -          | -          | -          | -                              | -                              | -                              | -                              | 5     | 0     | 0     |
| Sous-total            | Sous-total              | Sous-total            | 5           | 0           | 0           | -               | -               | -               | -                 | -                 | -                 | -          | -          | -          | -                              | -                              | -                              | -                              | 5     | 0     | 0     |
| Total sur la carrière | Total sur la carrière   | Total sur la carrière | 174         | 50          | 12          | 17              | 10              | 0               | -                 | -                 | -                 | -          | -          | -          | -                              | 4                              | 0                              | 1                              | 195   | 60    | 13    |